# Koszykówka na Igrzyskach Południowego Pacyfiku 2007
Koszykówka na Igrzyskach Południowego Pacyfiku 2007 odbyła się w formie dwóch turniejów – męskiego i żeńskiego.
Zespół z Papui-Nowej Gwinei nie stawił się na igrzyskach, tak więc ostatecznie w zawodach wzięło udział dziewięć zespołów męskich i siedem kobiecych. W obu turniejach triumfowały reprezentacje Fidżi.

## Podsumowanie

### Klasyfikacja medalowa
| Klasyfikacja medalowa | Klasyfikacja medalowa | Klasyfikacja medalowa | Klasyfikacja medalowa | Klasyfikacja medalowa | Klasyfikacja medalowa |
| Miejsce               | Reprezentacja         | Złoto                 | Srebro                | Brąz                  | Razem                 |
| --------------------- | --------------------- | --------------------- | --------------------- | --------------------- | --------------------- |
| 1                     | Fidżi                 | 2                     | 0                     | 0                     | 2                     |
| 2                     | Guam                  | 0                     | 1                     | 0                     | 1                     |
| 2                     | Samoa Amerykańskie    | 0                     | 1                     | 0                     | 1                     |
| 4                     | Papua-Nowa Gwinea     | 0                     | 0                     | 1                     | 1                     |
| 4                     | Samoa                 | 0                     | 0                     | 1                     | 1                     |
| Razem                 | Razem                 | 2                     | 2                     | 2                     | 6                     |

### Medaliści
| Konkurencja | 1. miejsce | 2. miejsce         | 3. miejsce        |
| ----------- | ---------- | ------------------ | ----------------- |
| Mężczyźni   | Fidżi      | Guam               | Samoa             |
| Kobiety     | Fidżi      | Samoa Amerykańskie | Papua-Nowa Gwinea |

## Mężczyźni
Opracowane na podstawie materiału źródłowego.

### Faza grupowa
Grupa A
| Poz. | Drużyna             | Mecze | Mecze | Mecze | Mecze | Punkty | Punkty | Punkty | Pkt | Status              |
| Poz. | Drużyna             | M     | W     | R     | P     | +      | -      | %      | Pkt | Status              |
| ---- | ------------------- | ----- | ----- | ----- | ----- | ------ | ------ | ------ | --- | ------------------- |
| 1.   | Guam                | 5     | 4     | 0     | 0     | 339    | 206    | 164,56 | 10  | Awans do 2. fazy    |
| 2.   | Samoa               | 5     | 3     | 0     | 1     | 334    | 195    | 171,28 | 9   | Awans do 2. fazy    |
| 3.   | Wyspy Salomona      | 5     | 2     | 0     | 2     | 241    | 285    | 84,56  | 8   | Awans do 2. fazy    |
| 4.   | Polinezja Francuska | 5     | 1     | 0     | 3     | 233    | 220    | 105,91 | 7   | Mecze o miejsca 7–9 |
| 5.   | Wyspy Cooka         | 5     | 0     | 0     | 4     | 141    | 382    | 36,91  | 6   | Mecze o miejsca 7–9 |

| 29 sierpnia 2007 15:00 | Guam                | 105 - 29 | Wyspy Cooka         |  |
| 29 sierpnia 2007 19:30 | Samoa               | 91 - 48  | Wyspy Salomona      |  |
| 30 sierpnia 2007 15:00 | Polinezja Francuska | 95 - 27  | Wyspy Cooka         |  |
| 30 sierpnia 2007 17:15 | Wyspy Salomona      | 56 - 90  | Guam                |  |
| 31 sierpnia 2007 12:45 | Polinezja Francuska | 51 - 54  | Wyspy Salomona      |  |
| 31 sierpnia 2007 19:30 | Samoa               | 73 - 76  | Guam                |  |
| 01 września 2007 17:15 | Guam                | 68 - 48  | Polinezja Francuska |  |
| 01 września 2007 19:30 | Wyspy Cooka         | 32 - 99  | Samoa               |  |
| 03 września 2007 17:15 | Wyspy Cooka         | 53 - 83  | Wyspy Salomona      |  |
| 03 września 2007 19:30 | Samoa               | 71 - 39  | Polinezja Francuska |  |

Grupa B
| Poz. | Drużyna            | Mecze | Mecze | Mecze | Mecze | Punkty | Punkty | Punkty | Pkt | Status              |
| Poz. | Drużyna            | M     | W     | R     | P     | +      | -      | %      | Pkt | Status              |
| ---- | ------------------ | ----- | ----- | ----- | ----- | ------ | ------ | ------ | --- | ------------------- |
| 1.   | Fidżi              | 3     | 3     | 0     | 0     | 278    | 184    | 151,09 | 6   | Awans do 2. fazy    |
| 2.   | Nowa Kaledonia     | 3     | 2     | 0     | 1     | 233    | 197    | 118,27 | 5   | Awans do 2. fazy    |
| 3.   | Samoa Amerykańskie | 3     | 1     | 0     | 2     | 203    | 227    | 89,43  | 4   | Awans do 2. fazy    |
| 4.   | Palau              | 3     | 0     | 0     | 3     | 187    | 293    | 63,82  | 3   | Mecze o miejsca 7–9 |

| 29 sierpnia 2007 19:30 | Palau              | 53 - 117 | Fidżi              |  |
| 30 sierpnia 2007 19:30 | Samoa Amerykańskie | 59 - 70  | Nowa Kaledonia     |  |
| 31 sierpnia 2007 15:00 | Nowa Kaledonia     | 70 - 73  | Fidżi              |  |
| 01 września 2007 15:00 | Fidżi              | 88 - 61  | Samoa Amerykańskie |  |
| 01 września 2007 17:15 | Palau              | 65 - 93  | Nowa Kaledonia     |  |
| 03 września 2007 15:00 | Samoa Amerykańskie | 83 - 69  | Palau              |  |

### Druga faza
Mecze o miejsca 7–9
|  |                     |                     |             |                  |    |                     |                     |       |
|  | Półfinał            | Półfinał            | Półfinał    |                  |    | Finał               | Finał               | Finał |
|  | Półfinał            | Półfinał            | Półfinał    |                  |    | Finał               | Finał               | Finał |
|  | 04 września 2007    |                     |             |                  |    |                     |                     |       |
|  |                     |                     |             |                  |    |                     |                     |       |
|  | Polinezja Francuska | Polinezja Francuska | 87          |                  |    |                     |                     |       |
|  | Polinezja Francuska | Polinezja Francuska | 87          | 06 września 2007 |    |                     |                     |       |
|  | Palau               | Palau               | 65          |                  |    |                     |                     |       |
|  | Palau               | Palau               | 65          |                  |    | Polinezja Francuska | Polinezja Francuska | 112   |
|  |                     |                     |             |                  |    | Polinezja Francuska | Polinezja Francuska | 112   |
|  |                     |                     | Wyspy Cooka | Wyspy Cooka      | 41 |                     |                     |       |
|  |                     |                     | Wyspy Cooka | Wyspy Cooka      | 41 |                     |                     |       |
|  |                     |                     |             |                  |    |                     |                     |       |
|  |                     |                     |             |                  |    |                     |                     |       |
|  |                     |                     |             |                  |    |                     |                     |       |

| 04 września 2007 15:00 | Polinezja Francuska | 87 - 65  | Palau       |  |
| 06 września 2007 17:15 | Polinezja Francuska | 112 - 41 | Wyspy Cooka |  |

Mecze o miejsca 1–6 – faza grupowa
| Poz. | Drużyna            | Mecze | Mecze | Mecze | Mecze | Punkty | Punkty | Punkty | Pkt | Status             |
| Poz. | Drużyna            | M     | W     | R     | P     | +      | -      | %      | Pkt | Status             |
| ---- | ------------------ | ----- | ----- | ----- | ----- | ------ | ------ | ------ | --- | ------------------ |
| 1.   | Fidżi              | 3     | 3     | 0     | 0     | 227    | 182    | 124,73 | 10  | Mecz o miejsca 1–2 |
| 2.   | Guam               | 3     | 2     | 0     | 1     | 232    | 212    | 109,43 | 9   | Mecz o miejsca 1–2 |
| 3.   | Samoa              | 3     | 2     | 0     | 1     | 225    | 172    | 130,81 | 8   | Mecz o miejsca 3–4 |
| 4.   | Nowa Kaledonia     | 3     | 1     | 0     | 2     | 189    | 194    | 97,42  | 7   | Mecz o miejsca 3–4 |
| 5.   | Wyspy Salomona     | 3     | 1     | 0     | 2     | 155    | 217    | 71,43  | 6   |                    |
| 6.   | Samoa Amerykańskie | 3     | 0     | 0     | 3     | 185    | 236    | 78,39  | 5   |                    |

| 04 września 2007 12:45 | Wyspy Salomona     | 61 - 56 | Samoa Amerykańskie |   |
| 04 września 2007 17:15 | Samoa              | 89 - 57 | Nowa Kaledonia     |   |
| 04 września 2007 19:30 | Guam               | 70 - 71 | Fidżi              |   |
| 05 września 2007 15:00 | Guam               | 65 - 62 | Nowa Kaledonia     |   |
| 05 września 2007 19:30 | Wyspy Salomona     | 54 - 91 | Fidżi              |   |
| 05 września 2007 19:30 | Samoa Amerykańskie | 50 - 78 | Samoa              |   |
| 06 września 2007 17:15 | Fidżi              | 65 - 58 | Samoa              |   |
| 06 września 2007 19:30 | Nowa Kaledonia     | 70 - 40 | Wyspy Salomona     |   |
| 06 września 2007 19:30 | Samoa Amerykańskie | 79 - 97 | Guam               | " |

Mecze o miejsca 1–4
| Mecz o 3. miejsce | 07 września 2007 15:00 | Samoa | 85 - 76 | Nowa Kaledonia |  |
| Mecz o 1. miejsce | 07 września 2007 19:30 | Fidżi | 95 - 58 | Guam           |  |

### Klasyfikacja końcowa
| Miejsce | Reprezentacja       |
| ------- | ------------------- |
| złoto   | Fidżi               |
| srebro  | Guam                |
| brąz    | Samoa               |
| 4       | Nowa Kaledonia      |
| 5       | Wyspy Salomona      |
| 6       | Samoa Amerykańskie  |
| 7       | Polinezja Francuska |
| 8       | Wyspy Cooka         |
| 9       | Palau               |

## Kobiety
Opracowane na podstawie materiału źródłowego.

### Faza grupowa
| Poz. | Drużyna             | Mecze | Mecze | Mecze | Mecze | Punkty | Punkty | Punkty | Pkt | Status             |
| Poz. | Drużyna             | M     | W     | R     | P     | +      | -      | %      | Pkt | Status             |
| ---- | ------------------- | ----- | ----- | ----- | ----- | ------ | ------ | ------ | --- | ------------------ |
| 1.   | Fidżi               | 7     | 6     | 0     | 0     | 533    | 337    | 158,16 | 14  | Mecz o miejsca 1–2 |
| 2.   | Samoa Amerykańskie  | 7     | 5     | 0     | 1     | 406    | 334    | 121,56 | 13  | Mecz o miejsca 1–2 |
| 3.   | Polinezja Francuska | 7     | 4     | 0     | 2     | 379    | 300    | 126,33 | 12  | Mecz o miejsca 3–4 |
| 4.   | Papua-Nowa Gwinea   | 7     | 3     | 0     | 3     | 344    | 400    | 86,00  | 11  | Mecz o miejsca 3–4 |
| 5.   | Samoa               | 7     | 2     | 0     | 4     | 393    | 360    | +33    | 10  | Mecz o miejsca 5–6 |
| 6.   | Nowa Kaledonia      | 7     | 1     | 0     | 5     | 319    | 447    | -128   | 9   | Mecz o miejsca 5–6 |
| 7.   | Wyspy Salomona      | 7     | 0     | 0     | 6     | 301    | 497    | -196   | 8   | Miejsce 7.         |

| 29 sierpnia 2007 15:00 | Polinezja Francuska | 93 - 38  | Wyspy Salomona      |  |
| 29 sierpnia 2007 17:15 | Samoa               | 76 - 43  | Nowa Kaledonia      |  |
| 29 sierpnia 2007 17:15 | Samoa Amerykańskie  | 70 - 49  | Papua-Nowa Gwinea   |  |
| 30 sierpnia 2007 15:00 | Fidżi               | 96 - 46  | Papua-Nowa Gwinea   |  |
| 30 sierpnia 2007 17:15 | Samoa Amerykańskie  | 60 - 45  | Polinezja Francuska |  |
| 30 sierpnia 2007 19:30 | Samoa               | 79 - 52  | Wyspy Salomona      |  |
| 31 sierpnia 2007 15:00 | Wyspy Salomona      | 51 - 88  | Samoa Amerykańskie  |  |
| 31 sierpnia 2007 17:15 | Papua-Nowa Gwinea   | 60 - 59  | Samoa               |  |
| 31 sierpnia 2007 19:30 | Nowa Kaledonia      | 59 - 87  | Fidżi               |  |
| 01 września 2007 12:45 | Nowa Kaledonia      | 50 - 66  | Samoa Amerykańskie  |  |
| 01 września 2007 15:00 | Papua-Nowa Gwinea   | 40 - 53  | Polinezja Francuska |  |
| 01 września 2007 19:30 | Samoa               | 67 - 88  | Fidżi               |  |
| 03 września 2007 15:00 | Wyspy Salomona      | 45 - 101 | Fidżi               |  |
| 03 września 2007 17:15 | Polinezja Francuska | 57 - 53  | Samoa               |  |
| 03 września 2007 19:30 | Papua-Nowa Gwinea   | 86 - 66  | Nowa Kaledonia      |  |
| 04 września 2007 15:00 | Nowa Kaledonia      | 73 - 59  | Wyspy Salomona      |  |
| 04 września 2007 17:15 | Samoa               | 59 - 60  | Samoa Amerykańskie  |  |
| 04 września 2007 19:30 | Fidżi               | 81 - 58  | Polinezja Francuska |  |
| 05 września 2007 12:45 | Wyspy Salomona      | 56 - 63  | Papua-Nowa Gwinea   |  |
| 05 września 2007 15:00 | Samoa Amerykańskie  | 62 - 80  | Fidżi               |  |
| 05 września 2007 19:30 | Polinezja Francuska | 73 - 28  | Nowa Kaledonia      |  |

### Faza pucharowa
| Mecz o 5. miejsce | 06 września 2007 15:00 | Samoa             | 72 - 54 | Nowa Kaledonia      |  |
| Mecz o 3. miejsce | 07 września 2007 15:00 | Papua-Nowa Gwinea | 70 - 59 | Polinezja Francuska |  |
| Mecz o 1. miejsce | 07 września 2007 17:15 | Fidżi             | 70 - 62 | Samoa Amerykańskie  |  |

### Klasyfikacja końcowa
| Miejsce | Reprezentacja       |
| ------- | ------------------- |
| złoto   | Fidżi               |
| srebro  | Samoa Amerykańskie  |
| brąz    | Papua-Nowa Gwinea   |
| 4       | Polinezja Francuska |
| 5       | Samoa               |
| 6       | Nowa Kaledonia      |
| 7       | Wyspy Salomona      |